# Robert Breiter
Robert Breiter, švicarski hokejist, * 28. marec 1909, Lozana, † 19. november 1985, Lozana.
Breiter je bil hokejist kluba EHC St. Moritz v švicarski ligi in švicarske reprezentance, s katero je nastopil na Zimskih olimpijskih igrah 1928, kjer je osvojil bronasto medaljo.